# Magda Ringius
Hulda Magdalena (Magda) Ringius, född 30 maj 1894 i Backa församling i Bohuslän, död 25 april 1979 i Jörlanda församling i Bohuslän, var en svensk målare. Hon skall ha kallats Magdalena inom familjen men använde själv som konstnär den kortare namnformen.
Magda Ringius var dotter till prosten och väckelsepredikanten Henrik Florus Ringius. Hon utbildade sig först till småskollärare men studerade senare vid Valands målarskola med Sigfrid Ullman som lärare samt i Paris för Marcel Gromaire. Hon är representerad på Göteborgs konstmuseum, som 1983 arrangerade en minnesutställning över henne. Magda Ringius tilldelades 1972 Göteborgs konstnärsklubbs kamratstipendium.
Magda Ringius är begravd i familjegraven vid Solberga kyrka, där fadern var präst.